# Plinio Clabassi
Plinio Clabassi (Gradisca di Sedegliano (Udine), 21 de març, 1920 – San Vito al Tagliamento (Pordenone), 22 d'octubre, 1984) va ser un cantant (baix) italià.

## Biografia
Es va apropar a la música i al cant des de jove unint-se a la "Cantoria Santo Stefano", un grup coral de Gradisca di Sedegliano, la seva ciutat natal.
La seva carrera va començar l'any 1946 a la RAI de Roma i el va portar a actuar en multitud de teatres i sales de concerts d'Itàlia i d'arreu del món durant més de trenta anys. Va actuar al costat de les estrelles més grans del moment i amb els principals directors, tant en papers principals com secundaris.
El repertori cobert en més de trenta anys de carrera va ser extremadament ampli, des de principis del segle XVIII ( Caldara, Paisiello) fins a finals del segle XX (Pizzetti i Alfano), amb visites més freqüents al romàntic italià del segle XIX, com Bellini (Norma i La sonnambula), Donizetti (Anna Bolena, Lucia di Lammermoor, Maria Stuarda), Verdi (Aïda, Un ballo in maschera, Il Trovatore, Don Carlo, La Forza del Destino, Otello) i Puccini (Gianni Schicchi, La bohème, Madame Butterfly, Manon Lescaut, Turandot).
Es casà amb la soprano Rina Gigli, filla del tenor Beniamino Gigli.

## Discografia
- 1951 - Adriana Lecouvreur (Cilea) - Príncep de Bouillon
- 1952 - Guillaume Tell (Rossini) - Melchthal
- 1954 - Don Carlo (Verdi) - Monjo
- 1954 - La forza del destino (Verdi) - Marquès de Calatrava
- 1955 - Aida (Verdi) - Rei
- 1955 - Aida (Verdi) - Rei
- 1955 - Il tabarro (Puccini) - Il Talpa
- 1955 - Madama Butterfly (Puccini) - Bonzo
- 1955 - Rigoletto (Verdi) - Monterone
- 1956 - Alfonso und Estrella (Schubert) - Adolfo
- 1956 - Gianni Schicchi (Puccini) - Betto
- 1956 - La Campana Sommersa (Respighi) - Il Curato
- 1956 - Il trovatore (Verdi) - Ferrando
- 1957 - Manon (Massenet) - Comte des Grieux
- 1957 - Anna Bolena (Donizetti) - Lord Rochefort
- 1957 - I Lombardi alla prima crociata (Verdi) - Pagano
- 1957 - Nerone (Boito) - Dositeo
- 1957 - Il trovatore (Verdi) - Ferrando
- 1957 - La Gioconda (Ponchielli) - Alvise
- 1958 - Anna Bolena (Donizetti) - Enrico VIII
- 1958 - Otello (Verdi) - Lodovico
- 1959 - Samson et Dalila (Saint-Saëns) - Abimélech
- 1959 - Otello (Verdi) - Lodovico
- 1960 - Alcina (Haendel) - Melisso
- 1961 - La forza del destino (Verdi) - Pare Guardiano
- 1962 - Aida (Verdi) - Rei
- 1963 - Iris (Mascagni) - Il cieco
- 1964 - La damnation de Faust (Berlioz) - Brander
- 1967 - Lucia di Lammermoor (Donizetti)  - Raimondo Bidebent
- 1967 - Rigoletto (Verdi) - Monterone
- 1971 - Salome (R. Strauss) - Soldat suís
- 1972 - La Cena delle Beffe (Giordano) - Il Tornaquinci
- 1972 - Caterina Cornaro (Donizetti) - Mocenigo

## Filmografia
- 1956 - La Sonnambula (Bellini) - Comte Rodolfo
- 1957 - Il trovatore (Verdi) - Ferrando
- 1958 - Otello (Verdi) - Ludovico
- 1958 - Turandot (Puccini) - Timur
- 1959 - Otello (Verdi) - Ludovico
- 1967 - Lucia di Lammermoor (Donizetti) - Raimondo Bidebent
- 1967 - Un ballo in maschera (Verdi) - Samuel